# Bontang FC
Der Bontang Football Club ist ein Fußballverein aus Bontang, Indonesien. Der Verein spielte lange Zeit in der höchsten Liga des Landes, der Indonesian Premier League. Seine Heimspiele trägt der Verein im Mulawarman Stadion aus. Der Verein selbst bezeichnet sich als erfolgreichster Verein aus Kalimantan. Nach dem Halbfinale 1994/95 gelangte man 1999/00 ins Finale der Meisterschaft. 2013 wurde der Verein wegen Spielmanipulationen aus der ersten Liga verbannt und spielt seitdem unterklassig, aktuell 2017 in der Liga 3.

## Vereinsnamen
Der Verein wurde am 18. Juni 1988 als Persatuan Sepakbola Pupuk Kaltim Galatama gegründet. Nach Umbenennungen in Pupuk Kaltim und Pupuk Kalimantan Timur Bontang wurde der Verein im Jahr 2002 in Persatuan Sepakbola Bontang Pupuk Kalimantan Timur umbenannt. Am 12. Juni 2009 wurde der Name in Bontang Football Club geändert.

## Vereinserfolge

### National
- Indonesische Meisterschaft

Vizemeister 1999/2000